# GMWE T1
Der zweiachsige GMWE T1 der Gera-Meuselwitz-Wuitzer Eisenbahn-AG (GMWE) war ein von Linke-Hofmann-Busch und VOMAG entwickelter Schienenbus für die Rationalisierung des Betriebes auf der meterspurigen Bahnstrecke Gera-Pforten–Wuitz-Mumsdorf. Er war aus einem handelsüblicher Autobus konstruiert worden und konnte nur in einer Richtung verkehren. Der Schienenbus wurde von der GMWE bis zum Zweiten Weltkrieg benutzt.
Nach Kriegsende verblieb er noch einige Jahre bei den Franzburger Kreisbahnen. Er war bis 1961 in Betrieb und danach ausgemustert und verschrottet.

## Geschichte

### Gera-Meuselwitz-Wuitzer Eisenbahn-AG
Ab 1929 setzte die GMWE auf ihrem Streckennetz diesen Schienenbus im öffentlichen Verkehr ein. Über die Überlegungen zur Inbetriebnahme gibt es mehrere Varianten; so soll er nach einem Zeitungsartikel auf Anregung der Direktion der GMWE entstanden worden sein, auch Linke-Hofmann-Busch und VOMAG wird als Anregung genannt. Auf jeden Fall war er eine Reaktion auf die Kraftfahrzeugkonkurrenz. Er konnte nur im Einrichtungsbetrieb gefahren werden und besaß nur einen Rückwärtsgang. Um das Fahrzeug flexibel einzusetzen, wurden in den Bahnhöfen Gera-Pforten, Pölzig und Wuitz-Mumsdorf entsprechende Wendeanlagen gebaut. Diese bestanden aus einer kleinen Drehscheibe für die Hinterachse des Schienenbusses und einen halbkreisförmigen Gleisbogen. Auf diesem fuhr ein zusammenklappbarer Wendebock, mit dem beim Wenden die Vorderachse des Fahrzeuges angehoben wurde. Nach Literaturangaben soll der Wendevorgang wenige Minuten gedauert haben.
Erste Sonderfahrten wurden mit dem Fahrzeug im April 1929 zwischen Gera-Pforten und Pölzig unternommen. Planmäßige Fahrten begannen am 20. April 1929 zwischen beiden Ortschaften. Zweimal täglich werktags verkehrte er auf der Gesamtstrecke, an Sonn- und Feiertagen verkehrte nur der Schienenbus. Durch dessen Einsatz wurde die Fahrtzeit zwischen Gera-Pforten und Pölzig um 15 Minuten reduziert, die Wendezeit war mit 15 Minuten veranschlagt. Der Schienenbus erfüllte nicht die Erwartungen, besonders wurden die Laufeigenschaften, die umständliche Bedienung sowie die umständliche Wendemöglichkeit bemängelt. Am 15. März 1930 erlitt das Fahrzeug einen Achsbruch, wodurch er umkippte. Die zweiköpfige Besatzung sowie die beiden Fahrgäste kamen mit dem Schrecken davon. Nach der Reparatur wurde er mit einer Totmanneinrichtung versehen, um im Einmannbetrieb den Dienst zu versehen.
Im August wurden die Fahrten mit dem Schienenbus eingestellt. Ein Jahr später wurde der Betrieb mit ihm wieder aufgenommen. In größeren Abständen verkehrte er bis August 1939. Dabei hatte er 1938 einen Zusammenstoß mit einem Lastkraftwagen. Als Hauptgrund für den nicht wirtschaftlichen Betrieb wurde die geringe Auslastung des Fahrzeuges angegeben, was möglicherweise auf den unruhigen Lauf zurückzuführen war. Wegen der Kraftstoffkontigentierung während des Zweiten Weltkrieges wurde der Schienenbus abgestellt. Ab Winterfahrplan 1947/48 wurde der Betrieb mit ihm wiederaufgenommen, vorrangig im Berufsverkehr.

### Franzburger Kreisbahnen
Die genaue Umsetzung zum Bahnhof Barth ist nicht bekannt. Es bestand zur damaligen Zeit Bedarf für ihn, denn von den PLB Nr. 1125 bis 1127 war lediglich ein Triebwagen, von den FKB T 1 und 2 kein Wagen einsatzfähig. Unbekannt ist, wann der Wagen die neue Bezeichnung der Deutschen Reichsbahn erhielt. Die fehlenden Wendemöglichkeiten bei der FKB wurden offensichtlich durch einen selbst gefertigten Stempel im Schwerpunkt des Wagens durchgeführt, die mitgeführte Wendeeinrichtung wurde in Barth nicht verwendet.
Die planmäßige Einsatzdauer des Fahrzeuges dauerte bis zum Dezember 1952, als wieder vier Triebwagen mit Zweirichtungseinrichtung im Einsatz waren. Seit dieser Zeit blieben für den 133 521 nur noch Gelegenheitsfahrten und Sondereinsätze. Zwei Monate weilte er 1954 zu einer Bremsuntersuchung im RAW Dessau. Der letzte Einsatztag war der 29. Dezember 1954. Die letzte Unterlage betraf seine Ausmusterung 1961.
Der Wagenkasten wurde an einen Privatmann in Barth verkauft, der ihn als Gartenlaube verwendete. 1996 war die Beschriftung an den Seitenwänden noch zu lesen, seine Inneneinrichtung wie die Motorhaube fehlten. Da es hinsichtlich einer Sicherung des Fahrzeuges zu keiner Einigung kam, wurde er 2001 zerlegt.

## Technische Merkmale/Ausstattung
Basis des Fahrzeuges war ein Omnibus des Typs O II, der für den Einsatz als Schienenfahrzeug umkonstruiert wurde. Der Rahmen stammte ebenso wie die Aufbauten und die Maschinenanlage von der VOMAG, der Schienenbus wurde bei Linke-Hofmann-Busch in Werdau zusammengebaut. Die unterschiedlich großen Vorder- und Hinterräder bestanden aus Stahlguss-Scheibenrädern mit angeschraubten Radreifen. Wegen des großen Achsstandes wurde die Vorderachse beweglich ausgeführt und musste vom Wagenlenker in Kurven wie ein Straßenfahrzeug gelenkt werden. Erwartet wurden dadurch ein guter Bogenlauf und ein verminderter Verschleiß, tatsächlich wurde dem Fahrzeug mangelhafter Fahrkomfort attestiert.
Die Kraftübertragung bestand ursprünglich aus einem Vierzylinder-Viertakt-Benzinmotor und einem gewöhnlichen Schaltgetriebe, das mit einer Kardanwelle auf die Hinterachse wirkte. Später muss der Wagen mit einem Dieselmotor ausgerüstet worden sein, in der Statistik des RAW Dessau taucht er mit dieser Antriebskonfiguration auf. Der Schienenbus besaß eine Anhängerkupplung wie ein Straßenfahrzeug sowie eine Fußbremse, die auf das Getriebe und als Feststellbremse eine Handbremse, die auf die Hinterradachse wirkte. Als Signaleinrichtung war anfangs nur ein Läutewerk vorhanden, nach dem Unfall 1938 wurde er noch mit einer Pfeife ausgerüstet. Er besaß eine Sandstreueinrichtung auf die Antriebsachse.
Lackiert war der Schienenbus ursprünglich in Beige im Fensterbereich und darunter in Hellgrün mit karminroter Brüstungsleiste. Um 1937 war der Wagen einfarbig weinrot mit weiß lackierter Brüstungsleiste und 1947 wieder in den Ursprungsfarben lackiert. Nach 1949 besaß er den üblichen Triebwagenanstrich in Rot/Beige.